# سیارک ۷۳۲۴
سیارک ۷۳۲۴ (به انگلیسی: 7324 Carret، نامگذاری:1981BC) هفت هزار و سیصد و بیست و چهارمین سیارک کشف شده‌است که در ۳۱ ژانویه ۱۹۸۱ کشف شد.
قدر مطلق سیارک برابر ۱۴٫۵۰ است.